# النظام المتري للجاذبية
النظام المتري للجاذبية (المصطلح الفرنسي الأصلي Système des Méchaniciens ) هو نظام وحدات غير قياسي، ولا يتوافق مع النظام الدولي للوحدات (SI). وهي مبنية على الكميات الأساسية الثلاث : الطول والوقت والقوة، بوحدات أساسية هي المتر والثانية والكيلوبوند على التوالي. الاختصارات المستخدمة دوليًا للنظام هي MKpS أو MKfS أو MKS (من الفرنسية mètre–kilogramme-poids–seconde أو mètre–kilogramme-force–seconde ). ومع ذلك ، فإن الاختصار MKS يستخدم أيضاً نظام وحدات متر كيلوغرام ثانية والذي مثل، النظام الدولي للوحدات، يقيس الكتلة بالكيلوغرام كوحدة أساسية.
النظام المتري للجاذبية هو نظام وحدات مخصص للقياسات الفيزيائية، يستخدم لقياس الكميات المرتبطة بالجاذبية وحركة الأجسام. يتأثر هذا النظام بالتأثير الشديد للجاذبية، كما يستخدم النظام المتري للجاذبية في العلوم الفيزيائية، ولاسيما في دراسة الحركة والتفاعل بين الأجسام في الفضاء، ويستخدم أيضاً في الهندسة والبناء، وفي صناعات الطيران والفضاء والدفاع.
يتم استخدام النظام المتري للجاذبية على نطاق واسع في العالم، وقد تم تبنيه كنظام قياس دولي معتمد من قبل المنظمات الدولية المختلفة، مثل الاتحاد الدولي للرصد الجوي والجيوديسيا والمكتب الدولي للأوزان والمقاييس.
ويعتبر النظام المتري للجاذبية أكثر دقة وملاءمة من النظام الإنجليزي للوحدات، حيث أنه يستخدم وحدات أساسية مترية تتفق مع النظام المتري الدولي، مما يجعلها أكثر سهولة في الاستخدام والتحويل.
وتشمل الكميات التي يتم قياسها باستخدام النظام المتري للجاذبية مثل الوزن والكتلة والسرعة والتسارع والقوة الجاذبية والطاقة والزمن. وتشتمل الوحدات الأساسية للنظام المتري للجاذبية على الكيلوغرام والمتر والثانية، بينما تشمل الوحدات المشتقة مثل نيوتن وجول وواط.
ومع تطور العلوم الفيزيائية والتكنولوجيا، قد تم تطوير النظام المتري للجاذبية ليشمل طرقًا جديدة للقياس، مثل استخدام الليزر والرادار والأقمار الصناعية، والتي تساعد على تحسين دقة القياس والتحليل والتوجيه.